# Jean-François Lamour
Pour les articles homonymes, voir Lamour.
Jean-François Lamour, né le 2 février 1956 à Paris (XIIe arrondissement), est un homme politique français, ancien sportif de haut niveau. Il est double champion olympique au sabre (1984 et 1988) et porte-drapeau de la délégation française en 1992. 
Formé par le maître d'armes Augustin Parent, il est double champion olympique de sabre et membre de l'Académie des sports. Il est également député de Paris élu dans la 13e circonscription, conseiller de Paris du 15e arrondissement et ancien président du groupe UMP au Conseil de Paris.

## Carrière sportive
Formé par le Me Augustin Parent, Jean-François Lamour domine le sabre français de 1977, date de son premier titre de champion de France jusqu'en 1992, date de son treizième et dernier titre.
C'est grâce à la nomination en France du Maître d'armes hongrois, László Szepesi, comme entraîneur national au sabre en 1982, que Jean-François Lamour s'est progressivement révélé au niveau international. Il remporte en 1984 la victoire aux Jeux olympiques de Los Angeles, mais le boycott de l'épreuve par les pays de l'Est, entraînant notamment l'absence des tireurs Hongrois, Russes et Polonais, diminue le crédit de cette performance. 
Son titre mondial en 1987, ainsi que son titre olympique de 1988, lui permettent de montrer sans contestation possible sa supériorité mondiale. Il termine sa carrière internationale sur deux médailles de bronze (individuel et équipe) aux Jeux olympiques d'été de 1992.
Bien plus tard, en 2003, il fera partie des membres fondateurs de Paris 2012 et ainsi participera activement à amener les Jeux olympiques en France. Ce sera finalement la ville de Londres qui sera choisie.

### Palmarès
- Jeux olympiques
  -  Champion olympique au sabre individuel en 1984 à Los Angeles
  -  Champion olympique au sabre individuel en 1988 à Séoul
  -  Vice-champion olympique par équipes en 1984 à Los Angeles
  -  Médaille de bronze au sabre individuel en 1992 à Barcelone
  -  Médaille de bronze au sabre par équipes en 1992 à Barcelone

- Championnats du monde d'escrime
  -  Médaille d'or au sabre individuel aux Championnats du monde de 1987 à Lausanne
  -  Médaille de bronze au sabre par équipe aux Championnats du monde de 1987 à Lausanne
  -  Médaille de bronze au sabre par équipe aux Championnats du monde de 1989 à Denver

- Autres compétitions :
  -  Médaillé d'argent des Jeux méditerranéens de 1983 à Casablanca
  - Vainqueur du Master de sabre en 1988
  - Vainqueur des tournois de Coupe du monde de New York en 1987 et Varsovie en 1992.
- Championnats de France d'escrime
  - Champion de France de sabre en 1977, 1978, 1980, 1981, 1982, 1983, 1984, 1985, 1987, 1988, 1989, 1991 et 1992 (13 titres : record).

- Champion des champions français L'Équipe en 1988.

## Fonctions politiques
Jean-François Lamour est :
- de 1993 à 1995 : conseiller technique pour la jeunesse et les sports au cabinet du maire de Paris ;
- de 1995 à 2002 : conseiller technique pour la jeunesse et les sports au secrétariat général de la présidence de la République ;
- de mai 2002 à mars 2004 : ministre des Sports ;
- de mars 2004 à mai 2007 : ministre de la Jeunesse, des sports et de la vie associative.

## Mandats politiques
Membre de l'UMP
- juin 2007 - juin 2017 : député de Paris

Pour les élections législatives de juin 2007, Jean-François Lamour est investi « candidat officiel » par l'UMP dans la treizième circonscription de Paris (René Galy-Dejean (maire du 15e arrondissement) et Dominique Beaud (adjointe au maire du 15e arrondissement) se présentaient aussi sous l'étiquette « majorité présidentielle », mais n'avaient pas reçu l'investiture de l'UMP).
Il est élu député (avec 56,74 % des suffrages) lors du deuxième tour de l'élection législative qui l'opposait à Anne Hidalgo (PS).
Le 27 novembre 2012, il adhère au groupe Rassemblement UMP présidé par François Fillon.
- février 2013 - 15 juin 2014 : vice-président de l'UMP

- mars 2008 - juillet 2020 : Conseiller de Paris et du 15e arrondissement, élu sur la liste UMP conduite par Philippe Goujon
- mars 2008 - septembre 2012 : Président du groupe UMP et apparentés au Conseil de Paris

## Action politique
Il est élu député de la 13e circonscription de Paris en 2007. Le 28 janvier 2012, il est officiellement investi par le Conseil national de l’UMP comme candidat dans la 13e circonscription de Paris pour les élections législatives de 2012.
Le 30 août 2012, il annonce qu'il renonce à se porter candidat en septembre 2012 à la présidence du groupe UMP à la mairie de Paris.
En février 2013, dans le cadre de la direction « partagée » entre Jean-François Copé et François Fillon, il devient vice-président de l’UMP, lors de la seconde vague de nomination après celle de janvier, en plus du vice-président délégué Luc Chatel, en poste depuis novembre 2012.
Le 29 juin 2016, un témoin accuse Jean-François Lamour et le député-maire Philippe Goujon, de violences envers un groupe de réfugiés accueilli dans un gymnase du 15e arrondissement. Selon ce témoin, les deux élus auraient tenu des propos particulièrement agressifs et Philippe Goujon aurait donné des coups de pied dans les affaires personnelles des migrants, ce que démentent les intéressés .
Il soutient François Fillon pour la primaire présidentielle des Républicains de 2016. À la suite de la victoire de ce dernier lors de cette primaire, il devient président de la commission nationale d'investiture Les Republicains  ; Éric Ciotti lui succède en janvier 2018.
Dans l'entre-deux-tours de l'élection présidentielle de 2017 qui oppose Marine Le Pen à Emmanuel Macron, il annonce qu'il votera pour le candidat En marche !.

## Lutte antidopage
Jean-François Lamour, élu au comité de l'Agence mondiale antidopage depuis le 21 novembre 2004, puis vice-président depuis le 18 novembre 2006, fut pressenti pour en devenir président, mais il renonce finalement le 17 novembre 2007 au beau milieu de rumeurs à la suite d'une médiatisation à retardement d'un contrôle positif le concernant lors des championnats du monde à Lausanne en 1987. À l'époque, la contre-expertise s'est avérée négative et une 3e contre-expertise a confirmé que le taux de concentration du produit incriminé, le Guronsan, était inférieur au taux maximal autorisé.

## Rôle controversé vis-à-vis du rugby à XIII
Les Treizistes attribuent  parfois à Jean-François Lamour, une attitude sinon hostile en tout cas peu favorable au rugby à XIII. Celle-ci se manifeste notamment au moment de la mise en lumière du dossier de la spoliation des biens du rugby à XIII  par le régime de Vichy. À la suite de l'interdiction de ce sport par le régime de Vichy en 1941, les biens des différents clubs avaient en effet été saisis et n'ont jamais été restitués. 
Une commission d'historiens est alors créée par son prédécesseur au Ministère de la Jeunesse et des Sports, Marie-George Buffet : cette commission rédigera un rapport ; rapport qui aurait été finalement enterré par Jean-François Lamour lorsqu'il était  ministre,. 
Il faut noter toutefois que sous son mandat ministériel, Jean-François Lamour autorise que soient décorés d'anciens joueurs treizistes ; ainsi il accorde à Gilbert Verdié la médaille de la Jeunesse et des Sports et fait remettre des médailles d'or de la Jeunesse et des Sports aux anciens joueurs de l'Equipe de France des années 1951, 1954 et aux  Bleus de 1965 à 1972.